# Liste der Monuments historiques in Châtenois (Bas-Rhin)
Die Liste der Monuments historiques in Châtenois führt die Monuments historiques in der französischen Gemeinde Châtenois auf.

## Liste der Bauwerke
| Bezeichnung                       | Beschreibung                                                          | Standort                                     | Kennzeichnung | Schutzstatus   | Datum          | Bild           |
| --------------------------------- | --------------------------------------------------------------------- | -------------------------------------------- | ------------- | -------------- | -------------- | -------------- |
| Georgenbrunnen („Jeriabrunne“)    | aus dem 14. oder 15. Jahrhundert                                      | westlich der Stadt am Georgenbrunnweg (Lage) | PA67000097    | Inscrit        | 2015           |                |
| Kirche St-Georges                 | ab dem 11. Jahrhundert                                                | Rue St-Georges (Lage)                        | PA00084665    | Classé Inscrit | 1901 1932 1990 | weitere Bilder |
| Hexenturm                         | ehemaliges Burgtor mit anschließendem Mauerabschnitt, 15. Jahrhundert | Rue de l’Église (Lage)                       | PA00084664    | Inscrit        | 1932           | weitere Bilder |
| Brunnen                           | 1742 errichtet                                                        | Rue du Maréchal Foch (Lage)                  | PA00084666    | Inscrit        | 1932           | weitere Bilder |
| Rathaus                           | bezeichnet 1493, Treppenturm vermutlich von 1575                      | 81, rue du Maréchal Foch (Lage)              | PA00085268    | Inscrit        | 1989           | weitere Bilder |
| Heiligkreuzkapelle                | 1709 erbaut                                                           | Rue du Maréchal Foch (Lage)                  | PA67000047    | Inscrit        | 2001           | weitere Bilder |
| Befestigung von Burg und Friedhof | aus dem 13. und 14. Jahrhundert                                       | Rue St-Georges, rue de l’Église (Lage)       | PA00125215    | Inscrit        | 1993           | weitere Bilder |

## Liste der Objekte
| Bezeichnung                                          | Beschreibung | Standort                                          | Kennzeichnung | Schutzstatus | Datum     | Bild           |
| ---------------------------------------------------- | --- | ------------------------------------------------- | ------------- | ------------ | --------- | -------------- |
| Zwei Gemälde: Heilige Familie und Heiliger Sebastian | an den Seitenaltären; Ölfarbe auf Leinwand, 1958 von René Kuder                                                                                           | in der Kirche St-Georges (Lage)                   | PM67001595    | Inscrit      | 1995      |                |
| Skulptur Heiliger Arbogast                           | Holz, farbig gefasst und vergoldet, Ende des 19. Jahrhunderts                                                                                             | in der Kirche St-Georges (Lage)                   | PM67001539    | Inscrit      | 1998      |                |
| Kelch und Patene                                     | Silber, vergoldet, 1776 | in der Kirche St-Georges (Lage)                   | PM67001542    | Inscrit      | 1998      |                |
| Zwei Flachreliefs: Geburt Marias und Marienkrönung   | Holz, farbig gefasst, 16. Jahrhundert | in der Kirche St-Georges (Lage)                   | PM67000037    | Classé       | 1978      |                |
| Prozessionskreuz                                     | Holz und Perlmutt, 1763 | in der Kirche St-Georges (Lage)                   | PM67000038    | Classé       | 1978      |                |
| Orgel                                                | Ensemble aus PM67000040 und PM67000039 | in der Kirche St-Georges (Lage)                   | PM67001002    | Classé       | 1975 1973 | weitere Bilder |
| Instrumentalteil der Orgel                           | 1765 von Johann Andreas Silbermann gebaut | in der Kirche St-Georges (Lage)                   | PM67000039    | Classé       | 1973      | weitere Bilder |
| Orgelprospekt                                        | 1765 von Johann Andreas Silbermann gebaut | in der Kirche St-Georges (Lage)                   | PM67000040    | Classé       | 1975      |                |
| Zwei Seitenaltäre: Geburt Marias und Marienkrönung   | Holz, zweite Hälfte des 18. Jahrhunderts | in der Kirche St-Georges (Lage)                   | PM67001594    | Inscrit      | 1995      |                |
| Taufbecken                                           | Sandstein, farbig gefasst, 1762 | in der Kirche St-Georges (Lage)                   | PM67001596    | Inscrit      | 1995      |                |
| Vier Leuchter                                        | Holz, vergoldet, 18. Jahrhundert | in der Kirche St-Georges (Lage)                   | PM67001544    | Inscrit      | 1998      |                |
| Skulptur Reitender heiliger Georg                    | Holz, farbig gefasst, 17. oder 18. Jahrhundert | in der Kirche St-Georges (Lage)                   | PM67001597    | Inscrit      | 1995      |                |
| Skulptur Heiliger Laurentius                         | Holz, farbig gefasst und vergoldet, Ende des 19. Jahrhunderts                                                                                             | in der Kirche St-Georges (Lage)                   | PM67001538    | Inscrit      | 1998      |                |
| Skulptur Heiliger Georg                              | Holz, farbig gefasst und vergoldet, erste Hälfte des 18. Jahrhunderts                                                                                     | in der Kirche St-Georges (Lage)                   | PM67001541    | Inscrit      | 1998      |                |
| Skulptur Heiliger Stephan                            | Holz, farbig gefasst und vergoldet, Ende des 19. Jahrhunderts                                                                                             | in der Kirche St-Georges (Lage)                   | PM67001537    | Inscrit      | 1998      |                |
| Zwei Reliefs: Christi Geburt und Anbetung der Könige | Holz, farbig gefasst und vergoldet, Anfang des 16. Jahrhunderts                                                                                           | in der Kirche St-Georges (Lage)                   | PM67000734    | Classé       | 1995      |                |
| Skulptur Heiliger Urban                              | Holz, farbig gefasst und vergoldet, Ende des 19. Jahrhunderts                                                                                             | in der Kirche St-Georges (Lage)                   | PM67001540    | Inscrit      | 1998      |                |
| Sechs Altarleuchter                                  | Holz, vergoldet, Ende des 18. Jahrhunderts | in der Kirche St-Georges (Lage)                   | PM67001543    | Inscrit      | 1998      |                |
| Prozessionskreuz                                     | Holz, farbig gefasst und vergoldet, vermutlich aus dem 18. Jahrhundert                                                                                    | in der Kirche St-Georges (Lage)                   | PM67001545    | Inscrit      | 1998      |                |
| Skulptur Heiliger Cyriakus                           | Holz, farbig gefasst, erste Hälfte des 18. Jahrhunderts                                                                                                   | in der Heiligkreuzkapelle (Lage)                  | PM67001550    | Inscrit      | 1998      |                |
| Kanzel                                               | Sandstein und Holz, farbig gefasst und vergoldet, 1709 | in der Heiligkreuzkapelle (Lage)                  | PM67001549    | Inscrit      | 1998      |                |
| Kreuzaltar                                           | Hochaltar mit Retabel und drei Skulpturen; Holz, farbig gefasst und vergoldet, Anfang des 18. Jahrhunderts                                                | in der Heiligkreuzkapelle (Lage)                  | PM67001483    | Inscrit      | 1998      |                |
| Vier Altarleuchter                                   | Holz, vergoldet, erste Hälfte des 18. Jahrhunderts | in der Heiligkreuzkapelle (Lage)                  | PM67001484    | Inscrit      | 1998      |                |
| Votivbild Anbetung der Könige                        | Ölfarbe auf Holz, 1815 | in der Heiligkreuzkapelle (Lage)                  | PM67001548    | Inscrit      | 1998      |                |
| Betstuhl                                             | Holz, Anfang des 18. Jahrhunderts | in der Heiligkreuzkapelle (Lage)                  | PM67001554    | Inscrit      | 1998      |                |
| Opferstock                                           | Eichenholz und Schmiedeeisen, vermutlich aus dem 18. Jahrhundert                                                                                          | in der Heiligkreuzkapelle (Lage)                  | PM67001555    | Inscrit      | 1998      |                |
| Zwei Engelsskulpturen                                | Holz, farbig gefasst und vergoldet, Anfang des 18. Jahrhunderts                                                                                           | in der Heiligkreuzkapelle (Lage)                  | PM67001485    | Inscrit      | 1998      |                |
| Skulptur Heiliger Andreas                            | Holz, farbig gefasst, erste Hälfte des 18. Jahrhunderts                                                                                                   | in der Heiligkreuzkapelle (Lage)                  | PM67001551    | Inscrit      | 1998      |                |
| Skulptur Paulus                                      | Holz, farbig gefasst, erste Hälfte des 18. Jahrhunderts                                                                                                   | in der Heiligkreuzkapelle (Lage)                  | PM67001553    | Inscrit      | 1998      |                |
| Heiligkreuzreliquiar                                 | mit Etui; Holz, farbig gefasst und vergoldet, 1801 | in der Heiligkreuzkapelle (Lage)                  | PM67001547    | Inscrit      | 1998      |                |
| Skulptur Petrus                                      | Holz, farbig gefasst, erste Hälfte des 18. Jahrhunderts                                                                                                   | in der Heiligkreuzkapelle (Lage)                  | PM67001552    | Inscrit      | 1998      |                |
| Chorbank                                             | Holz, 1709 | in der Heiligkreuzkapelle (Lage)                  | PM67001556    | Inscrit      | 1998      |                |
| Seitenaltar                                          | Altartisch mit Skulptur Ecce Homo: Holz, farbig gefasst und vergoldet, Anfang des 18. Jahrhunderts; Altargemälde Kreuzabnahme, Ölfarbe auf Leinwand, 1869 | in der Heiligkreuzkapelle (Lage)                  | PM67001486    | Inscrit      | 1998      |                |
| Seitenaltar                                          | Altartisch mit Skulptur Pietà: Holz, farbig gefasst und vergoldet, Anfang des 18. Jahrhunderts; Altargemälde Grablegung, Ölfarbe auf Leinwand, 1869       | in der Heiligkreuzkapelle (Lage)                  | PM67001487    | Inscrit      | 1998      |                |
| Retabel und Gemälde Die Erziehung der Jungfrau Maria | Holz, farbig gefasst und vergoldet, Ende des 17. Jahrhunderts; Ölfarbe auf Leinwand, Ende des 18. Jahrhunderts, nach Peter Paul Rubens                    | in der Sankt-Anna-Kapelle auf dem Friedhof (Lage) | PM67001546    | Inscrit      | 1998      |                |
| Heiliges Grab                                        | Sandstein, Ende des 15. Jahrhunderts | im Beinhaus neben der Kirche St-Georges (Lage)    | PM67000735    | Classé       | 1995      |                |